# Pseudoterpna approximata
Pseudoterpna approximata är en fjärilsart som beskrevs av Barend J. Lempke 1949. Pseudoterpna approximata ingår i släktet Pseudoterpna och familjen mätare. Inga underarter finns listade.